# Gavión (militar)

## Gaviones en ámbito militar

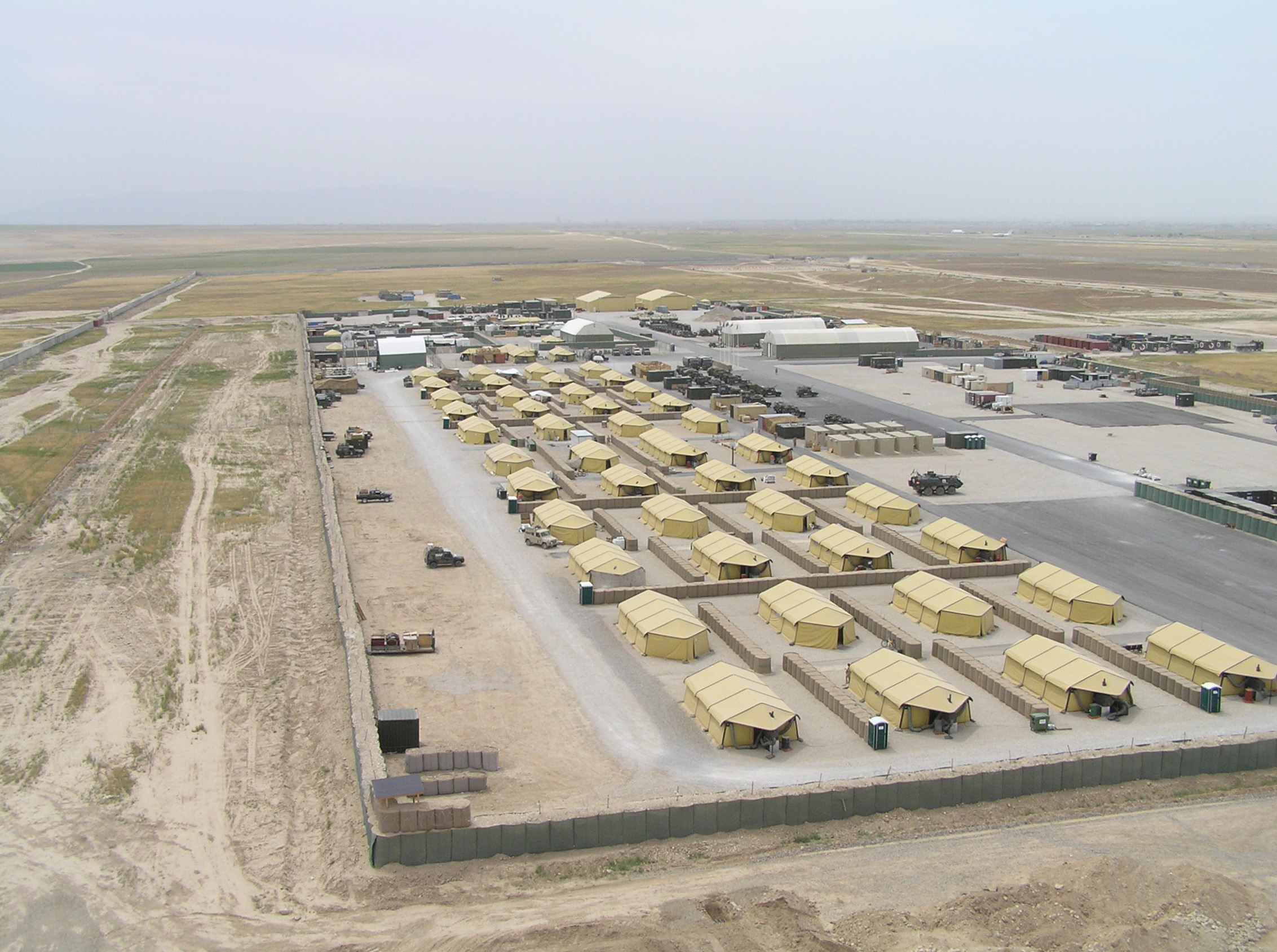
Gaviones como protección militar.

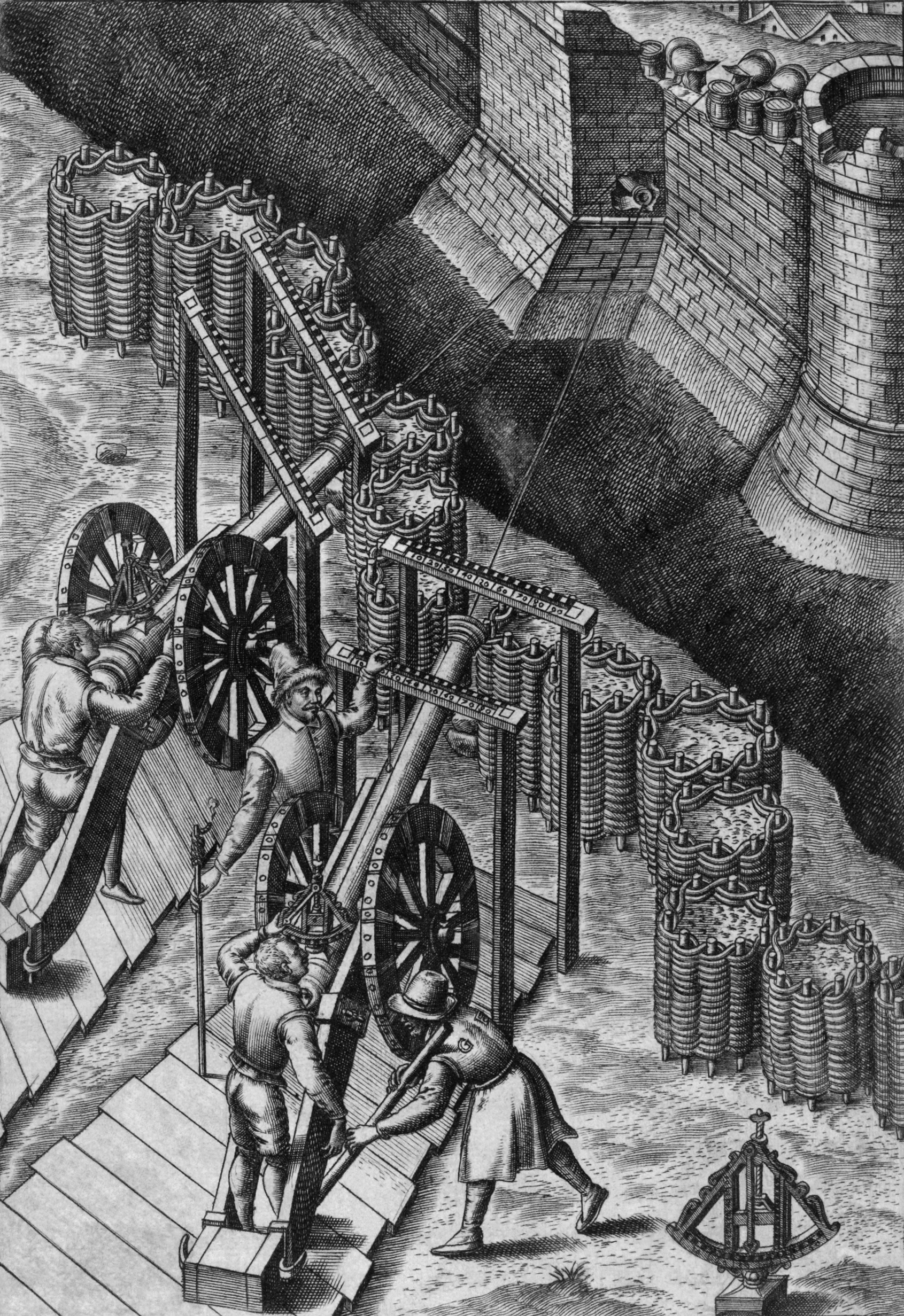
Gaviones como protección de cañones, siglo XVI.

En el ámbito militar, se llama gavión a un elemento que se emplea en los trabajos de fortificación de campaña o pasajera.
Consiste en una especie de cesta de figura cilíndrica fijo en tierra por medio de estacas o piquetes, sobre los cuales se tejen mimbres o ramas de árboles dejando en este enlazado una estaca dentro y otra fuera en la primera vuelta. En la segunda, la que se quedó fuera ahora dentro y así sucesivamente hasta dar al gavión la altura necesaria que por lo común es de dos pies y medio (75 cm) y dos de ancho (60 cm). Luego, se rellena de tierra mojada y apisonada. 
Se construyen uno al lado de otro hasta cubrir la longitud de terreno marcada para defenderse. Encima de esta fila se pone otra hilada de modo que el gavión se encuentre sobre la separación de otros dos de abajo y esto mismo se hace si es necesario una tercera fila para dar mayor altura a la trinchera u obra que se construye.
Se llama gavión relleno o sólido al gavión grande que se rellena de sacos de lana o fajinas. Se emplea para cubrir y defender las cabezas o principios de los trabajos de la zapa, haciendo las veces de manteletes. Su altura generalmente es de cinco a seis pies y cuatro de diámetro. 